# Герман Бахер
Герман Бахер (нім. Hermann Bacher; 11 березня 1889, Пула — 6 жовтня 1964, Зальцбург) — австро-угорський, австрійський і німецький офіцер, генерал-майор вермахту. Кавалер Німецького хреста в золоті.

## Біографія
18 серпня 1909 року вступив в австро-угорську армію. Учасник Першої світової війни, після завершення якої продовжив службу в австрійській армії. З 15 квітня 1937 року — офіцер для особливих доручень при командуванні 8-ї бригади. Після аншлюсу 15 березня 1938 року автоматично перейшов у вермахт. 6 квітня 1938 року відряджений до командира 18-го армійського корпусу. 10 листопада 1938 року переведений в штаб командира інженерних частин 17-го військового округу.
З 1 липня 1939 року — керівник інженерних частин 19-го армійського корпусу, з 1 червня 1940 року — в штабі 2-ї танкової групи. З 10 лютого 1941 року — командир 515-го інженерного полку. 8 березня 1942 року відправлений на лікування, 1 вересня відправлений в резерв 17-го військового округу. З 25 жовтня 1942 року — командир 23-го старшого будівельного штабу (Кавказ). З 1 лютого 1943 року — вищий керівник інженерних частин на переправі через Керченську протоку, з 19 серпня по 15 вересня 1943 року — 23 (Кубанський плацдарм і Крим), з 10 жовтня 1943 по 1 липня 1944 року — 36. 15 липня 1944 року відряджений до командування генерал-губернаторства. З 14 вересня 1944 року — вищий керівник інженерних частин в генерал-губернаторстві, з січня 1945 року — 20.
8 травня 1945 року взятий в полон радянськими військами в Чехії. 11 липня 1948 року переведений в табір органів репатріації МВС СРСР №36 в Сігету-Мармацієй, 27 липня репатрійований в Австрію і звільнений.

## Звання
- Фенріх (18 серпня 1909)
- Лейтенант (1 травня 1912)
- Оберлейтенант (1 січня 1915)
- Гауптман (1 лютого 1918)
- Титулярний майор (8 липня 1921)
- Штабсгауптман (1 березня 1923)
- Титулярний майор (27 вересня 1927)
- Майор (20 січня 1928)
- Оберстлейтенант (21 грудня 1936)
- Оберст (1 квітня 1939)
- Генерал-майор (1 грудня 1942)

## Нагороди
- Срібна і бронзова медаль «За військові заслуги» (Австро-Угорщина) з мечами
- Хрест «За військові заслуги» (Австро-Угорщина) 3-го класу з військовою відзнакою і мечами
- Військовий Хрест Карла
- Пам'ятна військова медаль (Австрія) з мечами
- Хрест «За вислугу років» (Австрія) 2-го класу для офіцерів (25 років)
- Почесний знак «За заслуги перед Австрійською Республікою», золотий знак
- Почесний хрест ветерана війни з мечами
- Медаль «За вислугу років у Вермахті» 4-го, 3-го, 2-го і 1-го класу (25 років)
- Залізний хрест
  - 2-го класу (вересень 1939)
  - 1-го класу (травень 1940)
- Медаль «За зимову кампанію на Сході 1941/42» (серпень 1942)
- Хрест Воєнних заслуг 2-го класу з мечами (квітень 1943)
- Німецький хрест в золоті (4 серпня 1943)